# Messeranschlag in Solingen

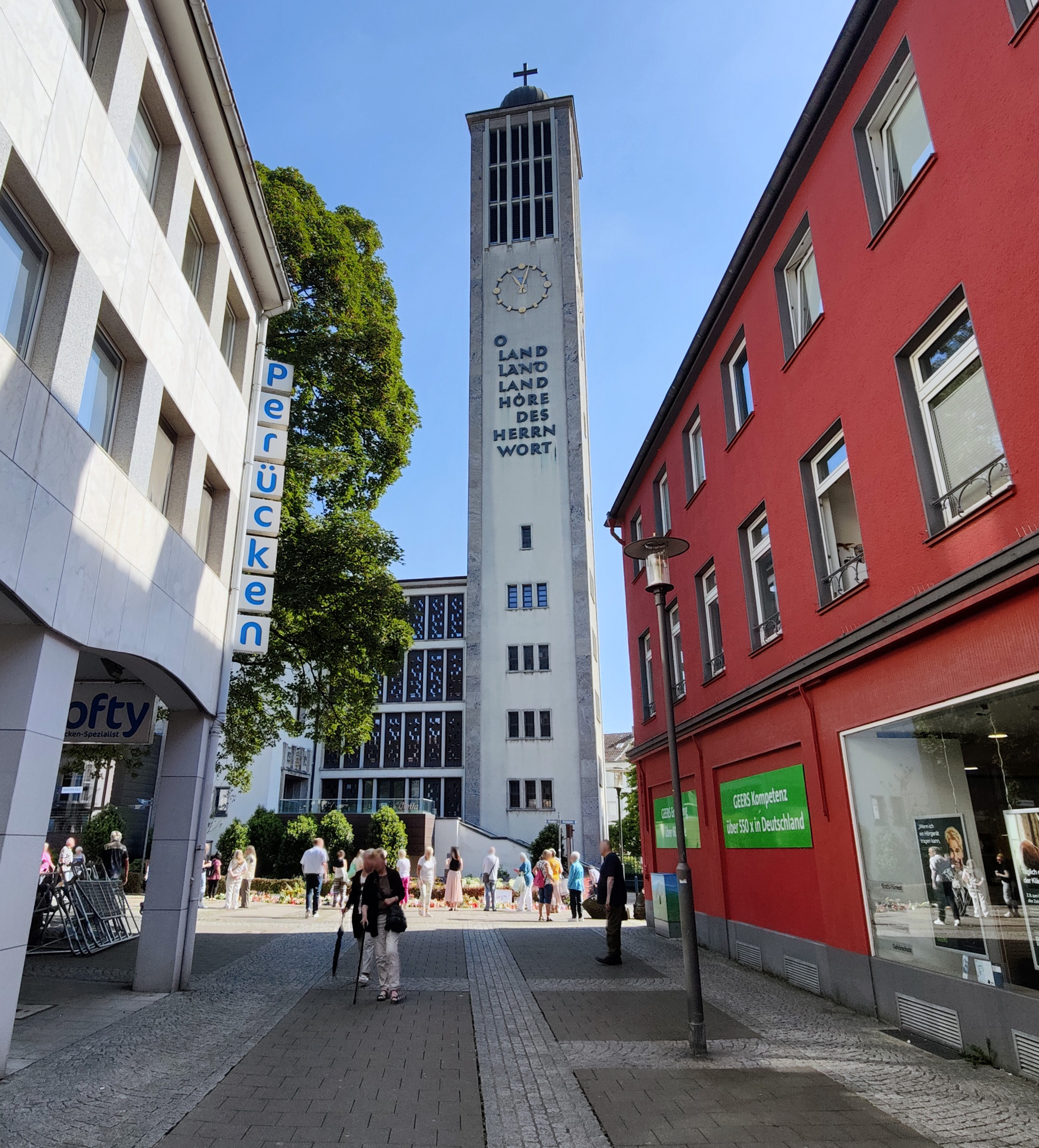
Blick von der Küstergasse auf den Fronhof, die evangelische Stadtkirche und den Ort der Blumenniederlegung

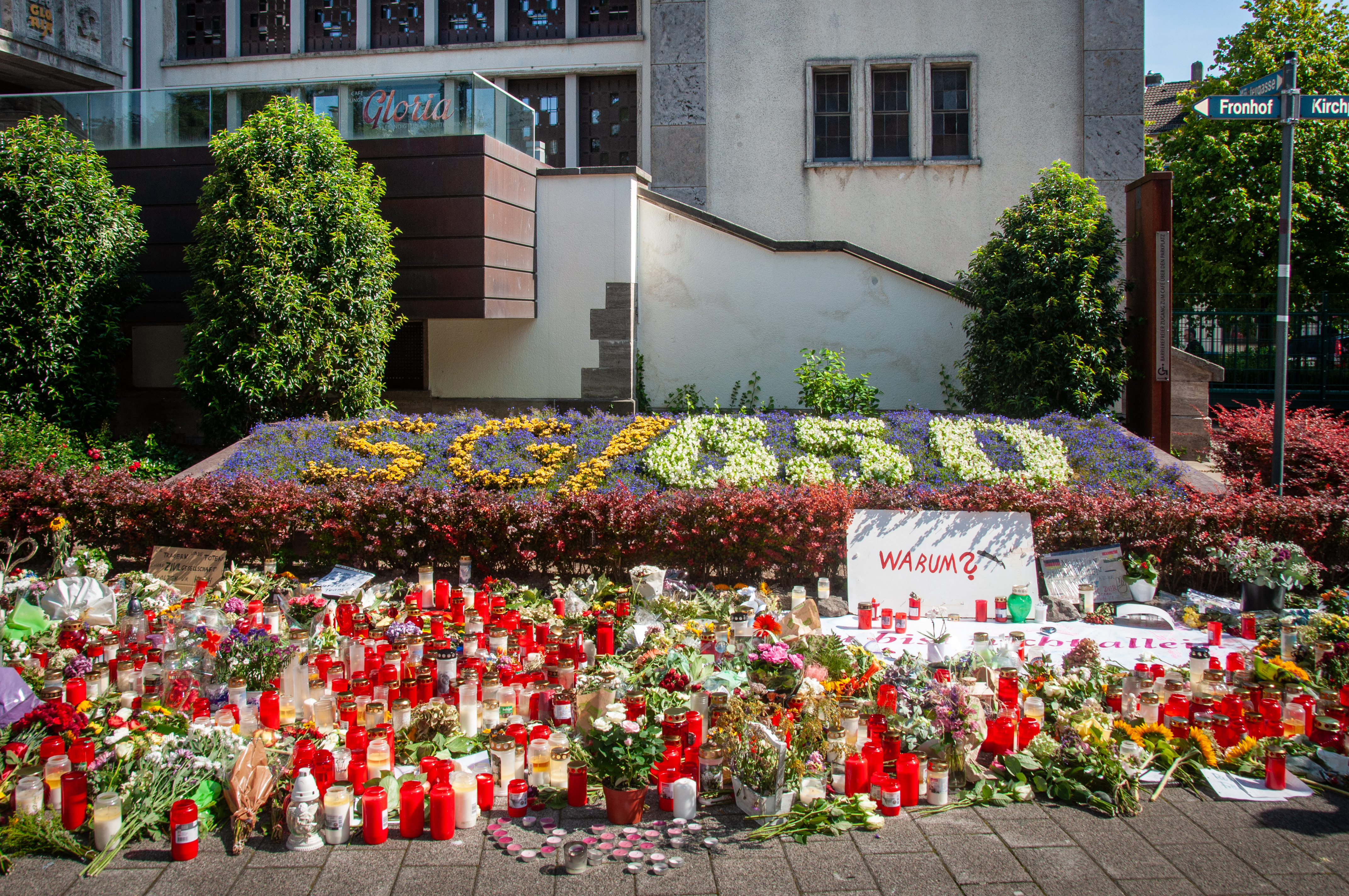
Niedergelegte Blumen und Kerzen

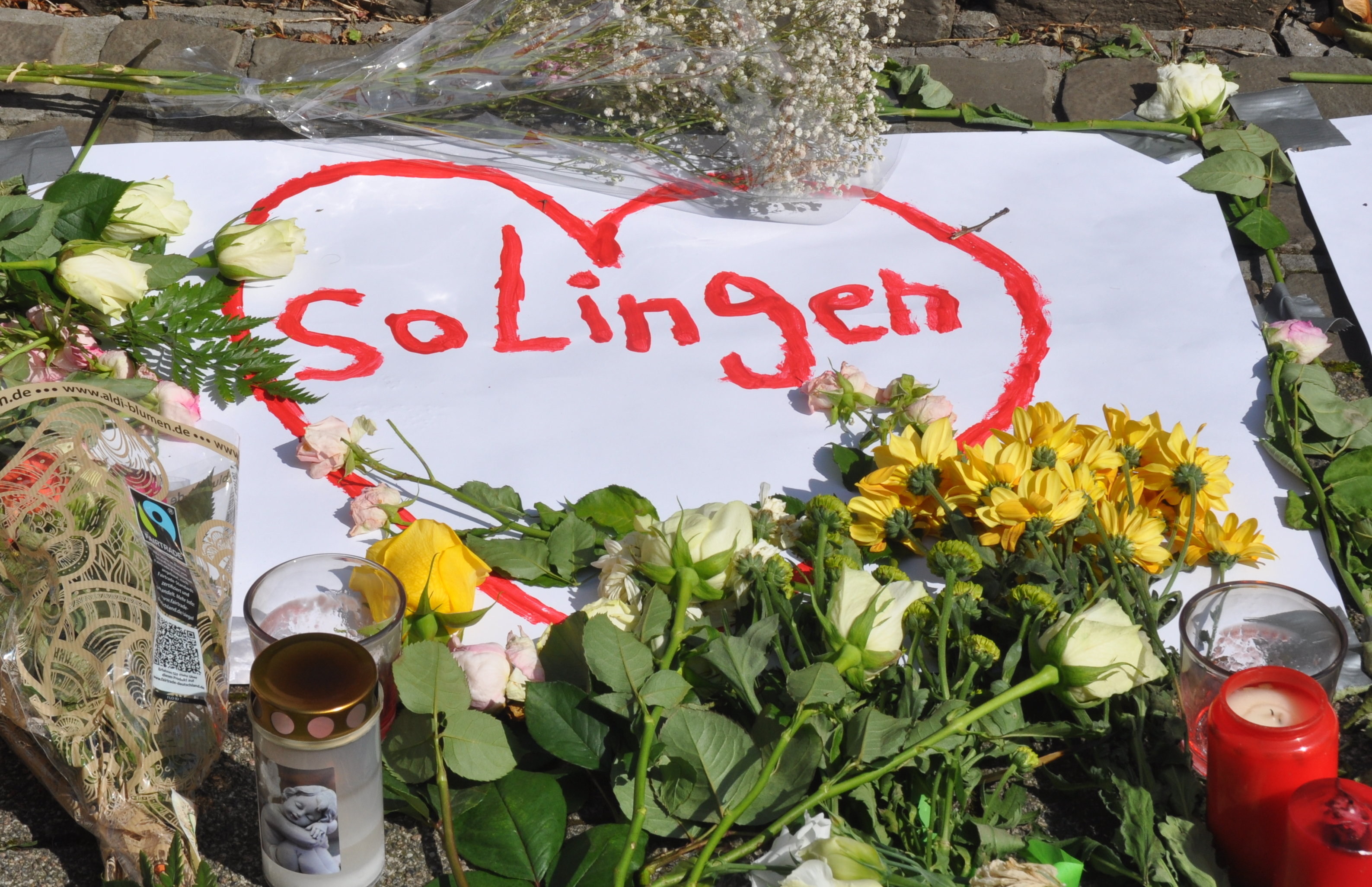

Der Messeranschlag in Solingen war ein mutmaßlich islamistischer Terroranschlag am Abend des 23. August 2024, des ersten Tags des Stadtfestes „Festival der Vielfalt“ zum 650-Jahre-Jubiläum der Stadt Solingen in Nordrhein-Westfalen (NRW). Der Täter tötete bei dem Messeranschlag drei Menschen und verletzte acht weitere, davon vier lebensgefährlich. Am nächsten Tag reklamierte die islamistische Terrororganisation Islamischer Staat den Anschlag für sich. Kurz darauf wurde ein 26-jähriger Syrer festgenommen; wegen des Verdachts einer terroristischen Straftat übernahm der Generalbundesanwalt die Ermittlungen. Der Anschlag löste eine breite öffentliche Debatte über den Umgang mit abgelehnten Asylbewerbern, dem Islamismus in Deutschland sowie über Gesetzesänderungen aus.

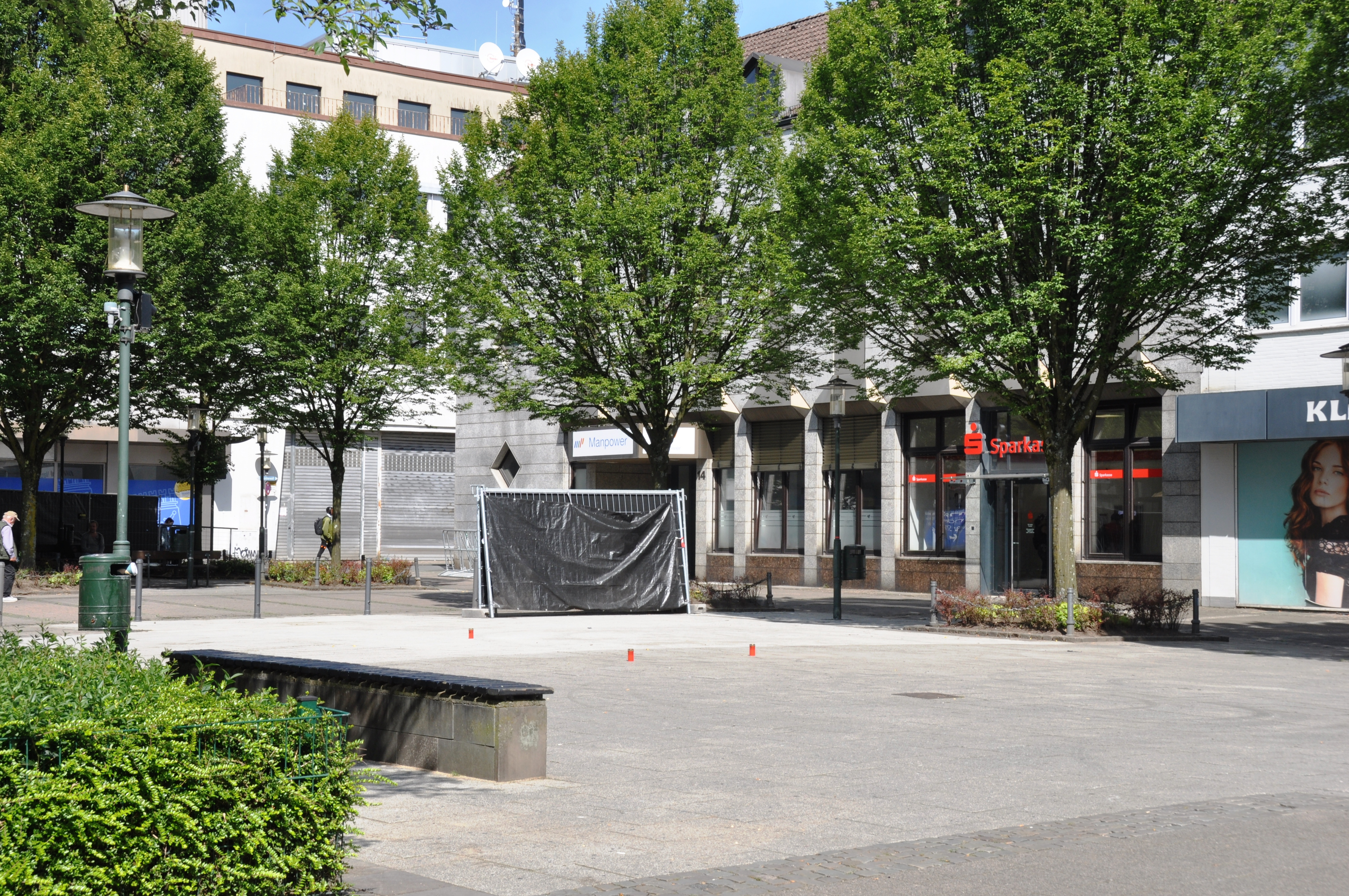
Der Tatort Fronhof vier Tage nach dem Anschlag

## Tathergang und Ermittlungen
Am 23. August 2024 um 21:37 Uhr wurden auf dem Fronhof, direkt vor einer der drei Bühnen des Solinger Stadtfestes, Zuhörer des Auftritts der Band Suzan Köcher’s Suprafon wahllos angegriffen. Ein Mann soll mit einem Messer gezielt auf die Hälse seiner Opfer eingestochen haben. Eine 56-jährige Frau und zwei Männer im Alter von 56 und 67 Jahren starben. Acht weitere Besucher des „Festivals der Vielfalt“ wurden zum Teil lebensgefährlich verletzt. In der entstandenen Panik konnte sich der Angreifer unerkannt vom Tatort entfernen. Ein Todesopfer ist Stefan Schulz, langjähriger Fan und Mitglied des Fußballvereins FC St. Pauli. Die anderen zwei sind die Apothekerin Ines W. und Florian H. Unter den Verletzten ist ein aus dem Iran geflüchteter Auszubildender. Schon kurz nach der Tat ging die Polizei wegen der gezielten Vorgehensweise von einem Anschlag aus, und die Ermittler vermuteten einen Einzeltäter. Am Folgetag erklärte die die Ermittlungen führende Zentralstelle für Terrorismusverfolgung bei der Generalstaatsanwaltschaft Düsseldorf, von einem möglichen terroristischen Motiv auszugehen. Die Polizei Nordrhein-Westfalen richtete auf ihrem Hinweisportal ein Uploadformular zum Thema „Anschlag Solingen Stadtfest“ ein, um Zeugenaussagen sowie Fotos und Videos zu sammeln, die bei der Identifizierung des Täters hilfreich sein könnten.
Die Tatwaffe, ein Messer mit einer 15 cm langen Klinge, wurde kurz nach der Tat in einem Mülleimer nahe dem Tatort gefunden. In der Flüchtlingsunterkunft, in der der mutmaßliche Täter wohnte, wurde später ein dazu passender Messerblock gefunden, in dem genau dieses Messer fehlte. Ein Mantrailing-Hund führte die Polizei vom Messerfundplatz auf direktem Weg zu einer Flüchtlingsunterkunft, nur etwa 300 Meter vom Tatort entfernt. Ein verletzter Zeuge sagte aus, den Tatverdächtigen aus Solingen zu kennen, dieser sei auch Besucher einer Moschee. Ein anderer Zeuge berichtete, dass der Tatverdächtige bei seiner Tat „Allahu Akbar“ gerufen habe. Auf dem Fluchtweg fand die Polizei eine blutverschmierte Jacke und Ausweispapiere des Täters. Der Täter versteckte sich in einem Hinterhof.
Die DNS des Täters soll an der Tatwaffe gefunden worden sein.
Am folgenden Abend wurde ein verdächtig wirkender Mann von der Besatzung eines Streifenwagens angesprochen und festgenommen. Nach Angaben aus Sicherheitskreisen soll seine Kleidung schmutzig und blutverschmiert gewesen sein. Danach übernahm der Generalbundesanwalt wegen des Verdachts einer terroristischen Straftat die Ermittlungen. Den Sicherheitsbehörden soll der Tatverdächtige zuvor nicht als islamistischer Extremist aufgefallen sein. Am Tag nach der Festnahme erließ der Bundesgerichtshof einen Haftbefehl.
Die Terrororganisation Islamischer Staat (IS) reklamierte am Folgetag über Amaq den Anschlag für sich: Der Täter habe als „Soldat des IS“ den Angriff „auf eine Versammlung von Christen in der Stadt Solingen in Deutschland“ und damit „Rache für Muslime in Palästina und anderswo“ verübt. Zwei Tage nach der Tat veröffentlichte der IS ein Video, das zeigt, wie ein vermummter Mann mit einem langen Messer dem Anführer des IS auf Arabisch einen Treueeid leistet und erklärt, sein Angriff sei eine Vergeltung für die Tötung von Muslimen in Syrien, Bosnien und im Irak sowie ein Racheakt für die „Menschen in Palästina“, die Massaker mit Unterstützung von „Zionisten“ erlitten hätten. Ob es sich bei dem Mann im Video um den Täter handelt, ist unklar, ebenso – laut Innenminister Herbert Reul –, ob der Tatverdächtige tatsächlich dem IS angehört. (Stand 29. August 2024)

## Tatverdächtiger
Laut Medienberichten handelt es sich bei dem Tatverdächtigen um den 26-jährigen Syrer Issa al Hasan aus Deir ez-Zor. Er soll sunnitischer Muslim sein, sei aber nach Angabe seiner in Damaskus lebenden Schwester nicht gläubig und habe beispielsweise im Ramadan nicht gefastet. In einem Interview äußerte sie, dass der Vater ihren Bruder im Februar 2016 zu seinen anderen Söhnen in die Türkei geschickt hätte, aus Sorge, er könnte wie andere junge Männer vom Islamischen Staat zwangsrekrutiert werden. Im Dezember 2022 reiste Issa al Hasan über die Balkanroute (Türkei, Bulgarien – mit Kurzaufenthalt im Flüchtlingslager von Busmantsi –, Serbien, Ungarn und Österreich) mit drei Begleitern illegal nach Deutschland ein und stellte einen Asylantrag. Eine inhaltliche Prüfung seines Asylantrags hat nach Informationen von NDR und WDR nicht stattgefunden, da die Zuständigkeit Bulgariens klar schien. Bei Befragungen im Jahr 2023 soll er unter anderem erklärt haben, dass er nach Deutschland wegen eines Verwandten wolle, der sich bereits hier aufhalte. Eine solche Person hätten die Behörden anschließend aber nicht festgestellt. Sein Asylantrag wurde abgelehnt, da Bulgarien zuständig war.
Der Tatverdächtige soll verschiedene Fluchtgründe genannt haben: In Syrien drohe ihm der Wehrdienst und eine Strafe für seine Flucht. Er habe nicht gegen die Kurden kämpfen wollen. Zudem komme er aus sehr ärmlichen Verhältnissen und wolle in Deutschland arbeiten, um seine Familie in Syrien mit Geld zu unterstützen.
Bulgarien stimmte einem Übernahmeersuchen deutscher Behörden zu. Im Februar 2023 erhielt Al Hasan den Überstellungsbescheid des Bundesamtes für Migration und Flüchtlinge (BAMF). Im März 2023 reichte er dagegen eine nicht begründete Klage beim Verwaltungsgericht Minden ein. Laut Einschätzung des Gerichts hätte die Klage voraussichtlich keinen Erfolg gehabt.
Eine Abschiebung entsprechend dem Dubliner Übereinkommen sollte am 5. Juni 2023 nachts erfolgen, scheiterte aber daran, dass Mitarbeiter der Zentralen Ausländerbehörde in Bielefeld ihn nicht in seiner Flüchtlingsunterkunft in einer ehemaligen Kaserne in Paderborn antrafen. Am Tag vor und am Tag nach der geplanten Abschiebung war er dort anwesend. Eine Ankündigung des Abschiebetermins erfolgte nicht, auch wurde kein Gebrauch von der Möglichkeit gemacht, eine Verfügung zu erlassen, sich in dieser Nacht in der Unterkunft aufzuhalten. Das nordrheinwestfälische Flüchtlingsministerium begründet dies damit, dass diese Maßnahmen das Risiko eines Untertauchens erhöht hätten. Andererseits hätten laut interner Leitlinien des BAMF beide Schritte die Überstellungsfrist auf 18 Monate verlängert. Er war bereits im April 2023 eine Woche lang nicht in der zugewiesenen Unterkunft auffindbar. Die zuständige Behörde hatte es danach unterlassen, dem Ausreisepflichtigen vorzuschreiben, sein Zimmer nachts nicht zu verlassen. In anderen Räumen durfte man nach der damaligen, inzwischen geänderten Gesetzeslage nicht nach ihm suchen. Die Behördenvertreter unternahmen keine weiteren Versuche, einen neuen Überstellungsflug anzumelden. Dazu existierte keine Verpflichtung. Zudem gab es erst nach Ende der Überstellungsfrist wieder reguläre Flugtermine. Die engen Vorgaben Bulgariens erlauben unter anderem keine Charterflüge oder Überstellung auf dem Landweg.
Bei „Untertauchen“ kann die Frist zur Überstellung ausnahmsweise verlängert werden. Nach Rechtsprechung des Europäischen Gerichtshofs ist der Begriff jedoch eng auszulegen, ein einmaliges Nichtantreffen reicht dazu nicht aus. Daher galt er im rechtlichen Sinne nicht als untergetaucht.
Da eine Ausschreibung zur Festnahme nicht erfolgte, hatte das BAMF keine Möglichkeit, die Überstellungsfrist gegenüber Bulgarien von 6 auf 18 Monate zu verlängern. Dadurch lief die Überstellungsfrist bereits am 20. August 2023 ab, und Deutschland war nun zuständig.
Laut Informationen der Welt tauchte der Tatverdächtige am 24. August 2023 wieder auf. Die Flüchtlingsunterkunft in Paderborn meldete das Wiederauftauchen jedoch nicht weiter. Es gab keine entsprechende Vorschrift. Gleichzeitig teilte das BAMF dem Verwaltungsgericht Minden mit, aufgrund der nicht durchgeführten Abschiebung von Al Hasan den angefochtenen Überstellungsbescheid aufzuheben. Das Verwaltungsgericht stellte daraufhin das Verfahren ein. Er wurde im September 2023 nach Solingen geschickt und erhielt Ende 2023 – wie viele Syrer – sogenannten subsidiären Schutz als Flüchtling. Auf parlamentarische Anfrage erklärte die zuständige Ministerin Josefine Paul (Die Grünen), dass Issa al Hasan auch vom 18. bis 24. April in der Unterkunft nicht anwesend war. Diese Abwesenheit meldete die Einrichtungsleitung der Zentralen Ausländerbehörde Bielefeld jedoch weisungswidrig nicht weiter, obwohl sie mehr als drei Tage angedauert hatte. Dadurch wurde Issa al Hasan keine „Nachtzeitverfügung“ auferlegt, also eine Anwesenheit in der Unterkunft während der Nacht. Die Frage, ob der spätere Täter tatsächlich eine Fahne der Terrororganisation Islamischer Staat in seiner Flüchtlingsunterkunft hängen hatte, blieb in der Anhörung weiter offen. Für die Opposition stehen die Nachlässigkeiten im größeren Zusammenhang mit der Tatsache, dass Frau Paul auf einen Staatssekretär für Abschiebung verzichtet und die von ihrem Amtsvorgänger Joachim Stamp eingeplante zweite Abschiebeeinrichtung in der Nähe des Flughafens Düsseldorf aus der Haushaltsplanung gestrichen hat.

## Anklage und Prozess
Am 24. Februar 2025 erhob der Generalbundesanwalt Anklage vor dem Staatsschutzsenat des Oberlandesgerichts Düsseldorf. Es bestehe hinreichender Tatverdacht des dreifachen Mordes, des zehnfachen versuchten Mordes, der gefährlichen Körperverletzung, der schweren Körperverletzung und der Mitgliedschaft in einer terroristischen Vereinigung im Ausland.
Zum Prozessauftakt am 27. Mai 2025 ließ der Angeklagte durch seinen Verteidiger eine Erklärung verlesen. In dieser räumte er die ihm zur Last gelegten Taten ein. Er habe schwere Schuld auf sich geladen und sei bereit, das Urteil entgegenzunehmen. Zudem bat er die Angehörigen seiner Opfer um Entschuldigung.

## Reaktionen
Die übrigen Veranstaltungen der dreitägigen Jubiläumsfeier wurden abgesagt. Die Nachbarstädte Hilden (Fest der Kulturen) und Haan (Weinfest) sagten wegen der Sicherheitslage ebenfalls Veranstaltungen ab.
Bundespräsident Frank-Walter Steinmeier sagte: „Stehen wir zusammen – gegen Hass und Gewalt.“ Bundeskanzler Olaf Scholz äußerte nach der Tat: „Wir dürfen so etwas in unserer Gesellschaft nicht akzeptieren und uns niemals damit abfinden. Mit der ganzen Härte des Gesetzes muss hier vorgegangen werden.“ Der nordrhein-westfälische Ministerpräsident Hendrik Wüst verurteilte die Tat als einen „Akt brutalster und sinnloser Gewalt“, der sich „gegen die Sicherheit und Freiheit unseres Landes und auch gegen die Art, wie wir hier leben“ richte.
Noch am Abend des Anschlags erklärte Kardinal Rainer Maria Woelki, zu dessen Kölner Erzbistum Solingen gehört, die Tat mache ihn „fassungslos und tief traurig“, seine Gebete seien bei den Opfern und Angehörigen und er denke an alle, „die sich zu einem friedlichen Fest getroffen haben und nun schockiert und voller unbeantworteter Fragen auf sich zurückgeworfen sind“. Woelki dankte zudem den Rettungs- und Sicherheitskräften für ihren Einsatz und allen, die im pastoralen Dienst den Opfern beistehen.
Für die Evangelische Kirche im Rheinland (EKiR), zu der die evangelischen Gemeinden in Solingen gehören, erklärte Präses Thorsten Latzel am 26. August 2024, der Anschlag erfülle die Landeskirche „mit tiefem Schrecken, mit Fassungslosigkeit und Entsetzen“. Ihre Mitglieder trauerten mit den Angehörigen, beteten um Gesundheit und Genesung für die Verletzten und seien „mit ihren Gefühlen und Gedanken bei den vielen Menschen, die diese Gewalt mitansehen mussten“. Zudem dankte Latzel im Namen der Landeskirche für den Einsatz von Polizei und Rettungskräften.
In einer gemeinsamen Pressemeldung erklärten Bischöfin Kirsten Fehrs, Ratsvorsitzende der Evangelischen Kirche in Deutschland (EKD), und Bischof Georg Bätzing, Vorsitzender der Deutschen Bischofskonferenz (DBK), einen Tag nach dem Anschlag, dieser mache sprachlos und erschüttere sie zutiefst. Die beiden Kirchen trauerten mit den Angehörigen der Opfer und beteten für die Verletzten und Verstorbenen. Die Tat sei durch nichts zu rechtfertigen und lasse „in einen Abgrund des Bösen schauen“. Ihr Mitgefühl gelte denen, die den Verlust von Menschenleben zu beklagen haben, und ihr Respekt und Dank der Polizei, den beteiligten Rettungskräften sowie Notfallseelsorgern.
Josef Schuster, Präsident des Zentralrats der Juden in Deutschland (ZdJ), erklärte, der Anschlag „richtet sich gegen den Kern unserer Gesellschaft“. Seine Gedanken seien bei den Familien und Freunden der Opfer. Die islamistische Ideologie wolle „unsere Art zu leben zerstören. Die Entwicklungen der letzten Monate in Deutschland und in ganz Europa sind alarmierend. Islamismus ist eine reale Bedrohung unserer offenen Gesellschaften. Wir müssen diese Gefahr ernst nehmen.“
Der Zentralrat der Muslime in Deutschland (ZMD) verurteilte den Anschlag aufs Schärfste, nannte ihn einen „feindlichen und menschenverachtenden Akt gegen unsere freie Gesellschaft“ und forderte dazu auf, „die Wertegrundlage unserer freien, offenen und vielfältigen Gesellschaft zu schützen“. Der Verband der Islamischen Kulturzentren (VIKZ) sprach den Hinterbliebenen der Todesopfer des Anschlags sein tiefstes Beileid aus und verurteilte die Tat. Eren Güvercin, Mitglied der Deutschen Islamkonferenz, kritisierte, dass in den Reaktionen der Islamverbände erneut das islamistische Tatmotiv unerwähnt blieb. Auch Ahmad Mansour und andere Experten kritisierten die Islamverbände wegen ihres Umgangs mit dem Islamismus. Die Verbände müssten endlich beginnen, sich mit Geschlechterungerechtigkeit, Homophobie und der Unterscheidung zwischen Gläubigen und Ungläubigen auseinanderzusetzen. Laut Sineb El Masrar müssen die drei großen Tabus Religion, Familie und Sexualität aufgebrochen werden. Sexuelle Übergriffe und die Gewalt innerhalb von islamischen Gemeinden müssten zum Thema werden.

## Konsequenzen

### Diskussion über Konsequenzen
Am 30. August gab es eine Sondersitzung des NRW-Landtags. Mehrfach sprachen im Landtag Abgeordnete davon, dass Solingen eine „Zäsur“ war. Die Tat habe „lange bekannte Probleme bei der Registrierung, Unterbringung und beim Umgang mit Asylbewerbern und weitergereisten Flüchtlingen, gerade mit Migranten, die das Land eigentlich wieder verlassen müssten, weil sie keine Aufenthaltsberechtigung haben, aber dennoch bleiben können“, offengelegt. Am 14. November 2024 setzte der Landtag Nordrhein-Westfalen einen Untersuchungsausschuss zum Anschlag ein.
Bundesjustizminister Marco Buschmann kündigte Beratungen über das Waffenrecht für Messer an. Der SPD-Vorsitzende Lars Klingbeil forderte ein nahezu komplettes Messerverbot auf Straßen. SPD-Fraktionsvize Dirk Wiese plädierte „für mehr Messerverbotszonen, die Ausweitung des Trageverbots für straffällig gewordene Personen, ein Messerverbot in Bus und Bahn und eine rasche Strafverfolgung bei Verstößen“. In der Talkshow von Caren Miosga äußerte die SPD-Vorsitzende Saskia Esken: „Gerade aus diesem Anschlag lässt sich, glaube ich, nicht allzu viel lernen, weil der Täter ja offenkundig nicht polizeibekannt war, insofern auch nicht unter Beobachtung stand“. Diese Aussage wurde sowohl von der eigenen Partei als auch von Medien und dem Extremismusforscher Ahmad Mansour vehement kritisiert. Im September 2024 bewertete Esken ihre eigene Aussage als „Nicht klug und richtig“.
Bayerns Innenminister Joachim Herrmann (CSU) warnte, dass Messerverbote nur einen Sinn hätten, wenn auch kontrolliert würde. Dazu müsse die Polizei die Befugnis für verdachtsunabhängige Kontrollen bekommen. Das Gewaltproblem durch aus dem Ausland nach Deutschland getragene extremistische Tendenzen werde ein Messerverbot aber nicht lösen können. Der bayerische Ministerpräsident Markus Söder forderte nach dem Anschlag eine striktere Abschiebepraxis für abgelehnte Asylbewerber, insbesondere in Richtung Syrien und Afghanistan. Auch war er für anlasslose Polizeikontrollen. Die seinerzeitige Migrationspolitik bezeichnete Söder als die Schwachstelle der Regierungszeit von Bundeskanzlerin Angela Merkel.
Der Terror-Experte Peter R. Neumann warnte bereits kurz vor dem Anschlag vor einer neuen Terrorwelle: Er habe beobachtet, dass sich die Zahl der vereitelten und nicht vereitelten Anschläge in Westeuropa in den letzten Monaten vervierfacht habe. Die Diskussion um eine von Innenministerin Nancy Faeser geplante Verschärfung des Messerverbots von 12 auf 6 Zentimeter Klingenlänge kommentierte er: „Für mich ist das eine Scheindebatte von Politikern, die sich nicht mit den wahren Problemen auseinandersetzen wollen. Denn Messer lassen sich überhaupt nicht effektiv verbieten, sie sind in jedem Haushalt zu finden. Außerdem ist das Messer dem IS nicht heilig. Der Sprecher des IS hat vor Kurzem sogar selbst erklärt: ‚Wie ihr die Ungläubigen tötet, ist uns egal. Wenn es mit Messern geht, dann mit Messern. Aber wenn ihr mit Autos in Menschenmengen fahren wollt, dann macht das so.‘ Sich jetzt in Diskussionen über verschiedene Messertypen zu verstricken, bringt uns nicht weiter.“ Stattdessen müsste mehr für die Integration der Flüchtlinge getan werden. Die Frage sei: „Wollen wir mehr tun, um diese Menschen hier zu integrieren oder schaffen wir das nicht und müssen uns dafür entscheiden, weniger Leute aufzunehmen.“
Die Grünen-Politiker Konstantin von Notz und Irene Mihalic schlagen in einem Positionspapier vor, dass Bund und Länder ihre Zusammenarbeit in Sicherheitsfragen grundlegend neu ausrichten. Investitionen in die Sicherheit und die Wehrhaftigkeit des Rechtsstaats seien „sträflich vernachlässigt“ worden. Sie rufen zu einem Schulterschluss der demokratischen Parteien auf. Das Bundesinnenministerium unter Nancy Faeser (SPD) verfolge „eine heute in weiten Teilen veraltete Sicherheitspolitik“.
CDU-Chef Friedrich Merz schrieb in einer seiner „MerzMails“: „Nicht die Messer sind das Problem, sondern die Personen, die damit herumlaufen. In der Mehrzahl der Fälle sind dies Flüchtlinge, in der Mehrzahl der Taten stehen islamistische Motive dahinter.“ Er forderte Abschiebungen nach Syrien und Afghanistan und wollte keine weiteren Flüchtlinge aus diesen beiden Ländern aufnehmen. Flüchtlinge aus Deutschland, die in ihre Heimatländer reisen, sollen ihren Aufenthaltsstatus in Deutschland verlieren. Die Regeln der Dublin-Verordnungen sollten wieder in Kraft gesetzt werden. Alle ausreisepflichtigen Straftäter müssten in zeitlich unbegrenzten Abschiebegewahrsam genommen werden. Dazu soll die Bundespolizei ein Antragsrecht bekommen, um die Ausländerbehörden der Gemeinden zu entlasten. Zudem sollten die erleichterten Einbürgerungen abgeschafft werden und grundsätzlich doppelte Staatsangehörigkeiten vermieden werden. Der Solinger Bundestagsabgeordnete Jürgen Hardt (CDU) wies darauf hin, dass für bestimmte Messer bereits ein Verbot bestehe, aber „natürlich lassen sich die Kriminellen nicht davon abhalten.“ Er wirbt dafür, ganz gezielt gegen Menschen, die in der Vergangenheit durch Gewalttaten aufgefallen waren, ein breiteres Mitführverbot von Messern, Beilen und anderen als Waffen nutzbaren Gegenständen zu erlassen.
Die NRW-Flüchtlingsministerin Josefine Paul (Bündnis 90/Die Grünen) sah im Fall Versäumnisse bei kommunalen Behörden und fehlende Flugmöglichkeiten, die eine rechtzeitige Abschiebung verhinderten. Die Leitung der Paderborner Flüchtlingsunterkunft habe es versäumt, die Zentrale Ausländerbehörde in Bielefeld zu informieren, dass der Tatverdächtige kurz nach dem Abschiebeversuch wieder in der Unterkunft war. Künftig müssten die kommunalen Unterbringungseinrichtungen in NRW immer melden, wenn Asylbewerber nach gescheiterten Abschiebungen wieder auftauchten. Die Ausländerbehörden müssten zudem sofort einen neuen Flug buchen und bekämen Zugriff auf das zentrale Anwesenheitssystem der Unterbringungseinrichtungen. Paul forderte zudem eine bessere bundesweite Koordinierung von Rückführungsflügen. Paul wörtlich: „Diese Fälle passieren halt – regelhaft, im Grunde genommen – überall in Deutschland.“ Sie räumte aber ein, dass die Versäumnisse der Ausländerbehörde und der Flüchtlingsunterkunft keine Pflichtverletzungen waren, weil es keine regelnden Vorschriften dazu gab.

### Reaktionen der Bundesregierung
Am 29. August stellte die deutsche Bundesregierung ein Sicherheits- und Asylpaket vor. Auf Volksfesten, Sportveranstaltungen, Messen und anderen Großveranstaltungen soll ein absolutes Messerverbot eingeführt werden. Deutschlandweit soll im Fernverkehr der Bahn ein Messerverbot gelten. Die Bundesländer können Messerverbote an kriminalitätsbelasteten Orten wie Bahnhöfen einführen. Es soll Präventivmaßnahmen gegen Islamisten geben. Die Ermittlungsbehörden sollen weitreichendere Befugnisse bekommen, um etwa Geldströme kontrollieren zu können. Gesichtserkennung soll eingesetzt werden um Tatverdächtige identifizieren zu können. Asylbewerbern, für die laut Dublin-Regelung ein anderer europäischer Staat zuständig ist, will man alle Geldleistungen streichen. Dies soll auch für Jugendliche gelten. Wer „ohne zwingende Gründe“, etwa für einen Urlaub, in sein Heimatland zurückreise, soll seinen Schutzanspruch verlieren. Ukrainer sind von der Urlaubsregel ausgenommen. Olaf Scholz kündigte die Gründung einer Arbeitsgruppe zur Migration mit Vertretern der Union und der Bundesländer an. Die Gespräche wurden jedoch von der Union abgebrochen, weil ihr die Maßnahmen nicht ausreichten bzw. weil die Pläne der Koalitionsregierung nach Ansicht der Union nicht zu zusätzlichen Zurückweisungen an den deutschen Grenzen führen würden. Bundesinnenministerin Faeser hatte bereits vor dem Abbruch der Migrationsgespräche Kontrollen entlang der gesamten deutschen Staatsgrenze ab dem 16. September 2024 für ein halbes Jahr angeordnet. Im Oktober 2024 einigte sich die Koalition auf ein eingeschränktes Sicherheitspaket: Der Einsatz der Gesichtserkennung soll nur zur Verfolgung oder Verhinderung schwerster Straftaten möglich sein; Sozialleistungen sollen im Rahmen der Dublin-Regelung nur gekürzt werden, wenn keine Rückführungshindernisse bestehen und kein Härtefall vorliegt.

### Reaktionen der Landesregierung und des Landtages
Am 10. September 2024 beschloss die nordrhein-westfälische Landesregierung als Reaktion auf den Anschlag ein Maßnahmenpaket in den Bereichen Sicherheit, Migration und Prävention. Auch eine Bundesratsinitiative zur Stärkung der Terrorismusbekämpfung war im Paket enthalten. Im Bereich Sicherheit u. a. enthalten Einsatz von virtuellen Ermittlern sowie künstlicher Intelligenz zum Internetmonitoring und zur Analyse erhobener Daten, Nutzung von Gesichtserkennungssoftware, Erleichterung des Datenaustauschs zwischen den Behörden und Erweiterung der rechtliche Befugnisse des Verfassungsschutzes. Darin wurden auch Änderungen im Strafgesetzbuch, der Strafprozessordnung sowie weiterer Vorschriften enthalten.
Am 14. November 2024 beschloss der Landtag in Düsseldorf einstimmig die Einsetzung eines Parlamentarischen Untersuchungsausschusses zum Terroranschlag.

### Platz zwei der Google-Schlagzeilen des Jahres 2024 in Deutschland
Bei Google lag der Anschlag auf Platz zwei (hinter der US-Wahl) der meistgesuchten Schlagzeilen 2024 in Deutschland.

## Gedenken

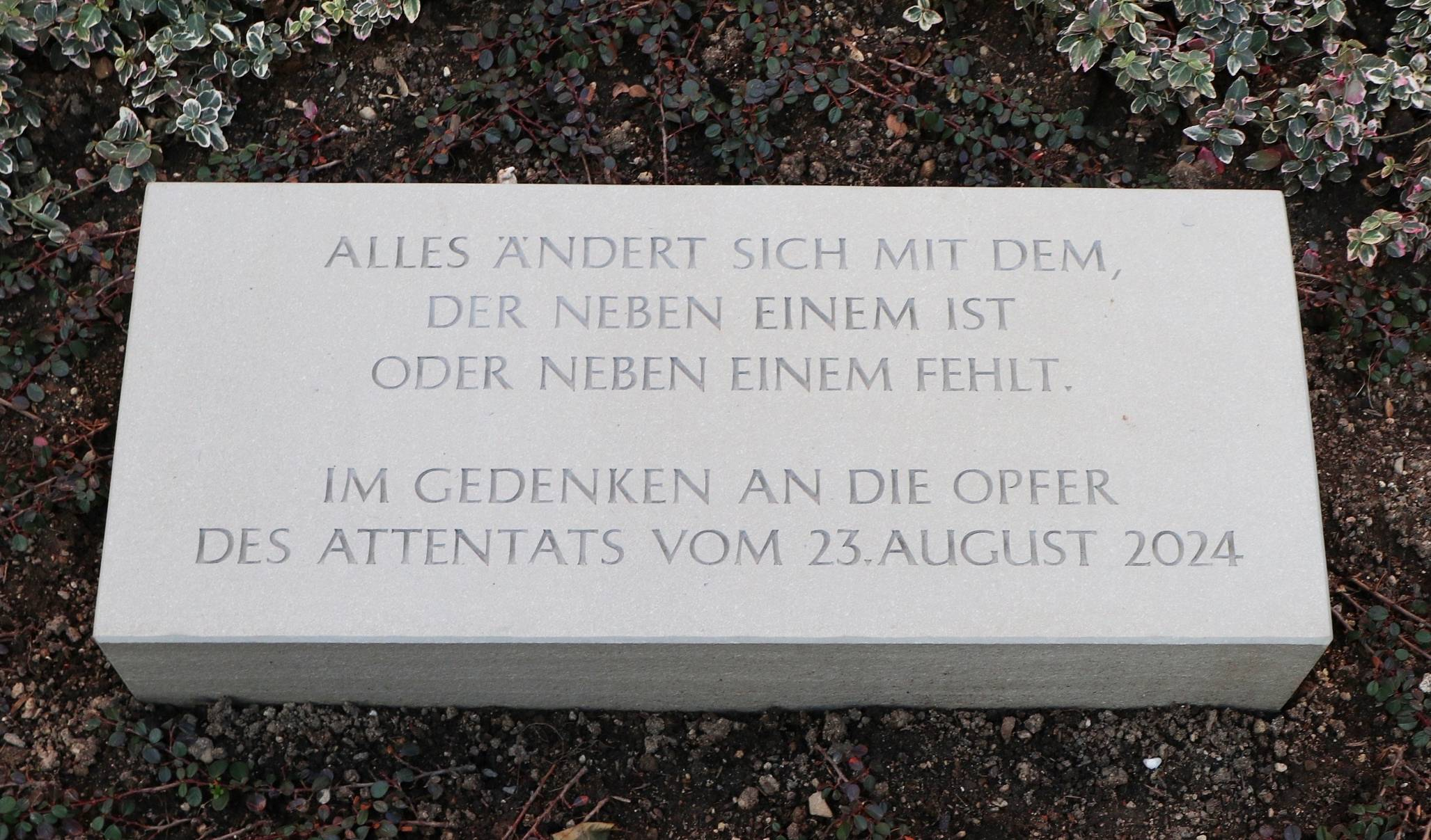
Gedenktafel für die Opfer des Attentats

Zum Gedenken an die Opfer des Messeranschlags wurde im Februar 2025 am Tatort, dem Solinger Fronhof, vor der evangelischen Stadtkirche, eine Gedenktafel errichtet. Sie wurde von einem Solinger Unternehmen gestiftet und trägt folgende Inschrift:
der neben einem ist

oder neben einem fehlt.

Im Gedenken an die Opfer